# Чхоллима

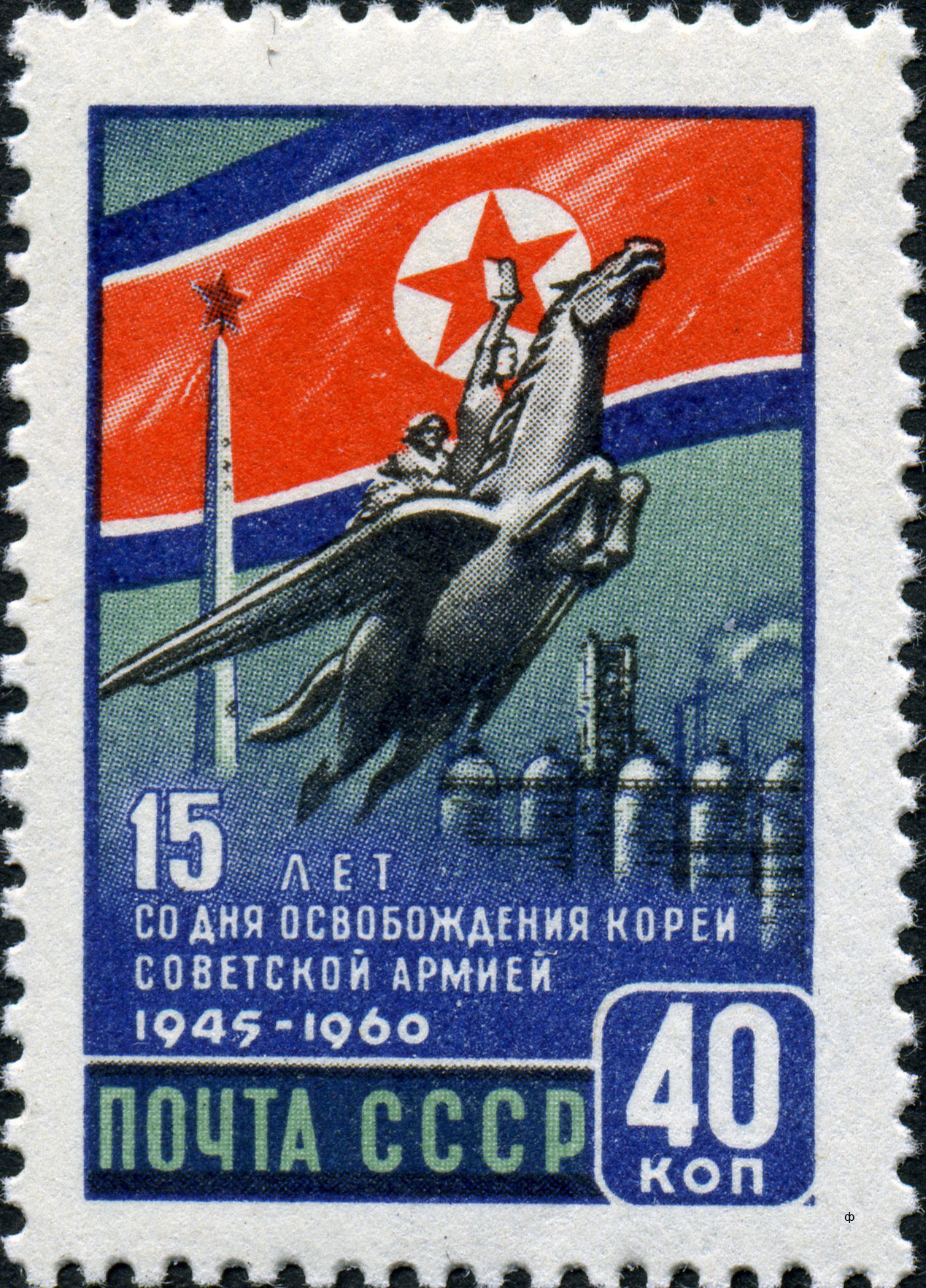
Марка СССР 1960 года с изображением крылатого коня Чхоллима

Чхоллима́ (кор. 천리마?, 千里馬?) — мифический крылатый корейский конь, «способный преодолевать тысячу ли в день». По легенде, не было на Земле смельчака, способного его укротить, поэтому Чхоллима улетел в небо.
С мифическим конём связано название движения Чхоллима в КНДР (аналог Стахановского движения в СССР в 1930-е годы). Чхоллима является символом прогресса и движения нации вперёд. Также дал название одной из линий метро в Пхеньяне, нескольким моделям троллейбусов (см. Чхоллима-091), тракторов (см. Чхоллима-28, Чхоллима-2000 и Чхоллима-804), а также ракете-носителю (см. Чхоллима-1). Изображается в виде крылатого коня. В Пхеньяне есть несколько подобных статуй, самая известная — монумент Чхоллима на ул. Чхильсонмун в Пхеньяне.
Сборная КНДР по футболу носит прозвище «Чхоллима». Также в КНДР издаётся журнал «Чхоллима».